# Mémoires (film)
Pour plus de détails, voir Fiche technique et Distribution.
Pour les articles homonymes, voir Mémoire.
Mémoires (1984) est un film documentaire sorti en 1984 par le réalisateur wallon Jean-Jacques Andrien, réalisé à partir d'une profusion d'images (plusieurs heures) de repérage pour le film Le Grand Paysage d'Alexis Droeven.

## Une mise en ordre dans des images de repérage
Andrien a mis de l'ordre dans ces images, notamment à l'aide d'Albert Jurgenson illustrant sans doute le mieux par là l'idée de Paul Ricœur que tout récit (ce qu'il appelle Mimésis I), arrache au réel et à son chaos, les éléments qui peuvent avoir du sens dans un poème structuré qui donne une vision du monde, finalement. Ici Jean-Jacques Andrien a simplement regardé la manière dont certaines milices d'extrême droite viennent envahir un village qui refuse de faire partie de la Flandre et peuvent s'y conduire avec violence, malgré la présence de forces de l'ordre qui ne les répriment pas réellement.

## Fiche technique
- Réalisateur : Jean-Jacques Andrien
- Image : Michel Baudour, Manu Bonmariage
- Son: Jean-Jacques Andrien
- Montage : Albert Jurgenson
- Producteur délégué : Jean-Jacques Andrien (Les films de la drève)

## Récompenses et prix obtenus
Ce documentaire d'une heure a obtenu le Grand Prix (Ducat d'Or) du festival de Mannheim en 1984 et a été sélectionné à la Mostra de Venise et à Montréal (ainsi qu'à Gand), la même année.
- Ducat d'Or du jury international au Festival international du film de Mannheim 1984
- Sélection à la Mostra de Venise 1984
- Festival du Nouveau Monde de Montréal 1984
- 1985 : Festival de Lussas - Festival international d'Orléans - Cultura Latina, Paris - Festival international des droits de l'homme, Strasbourg - Festivals de Beaconsfield et de Wurzburg